# 克拉岑堡
克拉岑堡是德国莱茵兰-普法尔茨州的一个市镇。总面积7.15平方公里，总人口397人，其中男性203人，女性194人（2011年12月31日），人口密度56人/平方公里。